# Ivona Dadic
Ivona Dadic, född 29 december 1993, är en friidrottare från Österrike. Hon deltog vid olympiska sommarspelen 2012, olympiska sommarspelen 2016 och olympiska sommarspelen 2020.